# یواس‌اس الوارودو (۱۸۹۵)
یواس‌اس الوارودو (۱۸۹۵) (به انگلیسی: USS Alvarado (1895)) یک کشتی بود که طول آن ۱۱۶ فوت ۱۰ اینچ (۳۵٫۶۱ متر) بود. این کشتی در سال ۱۸۹۵ ساخته شد.